# Eugene Porter
Eugene Porter é um personagem fictício da série em quadrinhos americana The Walking Dead, sendo interpretado por Josh McDermitt na série de televisão de mesmo nome. Ele foi criado pelo escritor Robert Kirkman e pelo desenhista Charlie Adlard. Em ambas as mídias, ele afirma ser um cientista que conhece a cura para o apocalipse zumbi e está sendo escoltado até Washington, DC pelo sargento Abraham Ford e Rosita Espinosa, e eles encontram Rick Grimes e seu grupo e os recrutam para ajudá-los em sua missão.
Eugene é apresentado como um homem que está acima do peso, que não possui virtualmente nenhuma habilidade de sobrevivência e é extremamente dependente do grupo, mas é altamente inteligente e engenhoso no uso de tecnologia para garantir a sobrevivência do grupo. Finalmente, é revelado que Eugene não é um cientista, mas um professor de ciências do ensino médio (apenas nos quadrinhos), e que ele não sabe como curar o vírus, mas mentiu para manipular os outros sobreviventes para levá-lo para Washington, D.C.

## Biografia fictícia
Antes do apocalipse, Eugene era professor de ciências no ensino médio na cidade de Houston no Texas. Como muitos sobreviventes, ele não estava preparado para as duras realidades que o apocalipse zumbi trouxe e acreditava que não tinha as habilidades ou experiências necessárias para sobreviver. Como professor, ele percebeu que suas habilidades eram sua inteligência, e combinou isso com sua autoconfiança em sua capacidade de mentir bem. Ele utilizou seu conhecimento geral avançado para sobreviver.

### Quadrinhos
Eugene aparece pela primeira vez na fazenda de Hershel, que agora está ocupada pelos sobreviventes de uma prisão recém-destruída. Eugene afirma saber o que causou a praga, mas diz que não divulgará nenhuma informação para os sobreviventes, incluindo Abraham e Rosita. Ele diz que só vai compartilhar informações com autoridades em Washington D.C., e junto com a crença de que Washington tem um lugar potencialmente seguro, faz com que o resto dos sobreviventes se dirijam para lá na esperança de sobrevivência a longo prazo.
A mentira de Eugene é descoberta após sua luta com um grupo de sobreviventes canibais. Todo mundo fica sabendo de sua verdadeira carreira como professor de ciências e que ele só queria chegar a Washington, DC. Depois disso, o grupo o odeia, mas ele permanece sendo um membro da equipe e viaja com eles para a Zona Segura de Alexandria, onde passa a morar sozinho. Após a separação de Rosita e Abraham, ela vai morar com Eugene, onde ele tenta criar um relacionamento entre eles. Eugene finalmente percebe que pode começar a fazer balas em uma oficina próxima, e sai numa expedição com Abraham, onde este último acaba morrendo por Dwight. Durante a guerra contra Negan e seu grupo de bandidos chamado Os Salvadores, a oficina é destruída por zumbis e Eugene com seus companheiros são capturados por Negan. Eles são torturados para obter informações, mas acabam escapando com a ajuda de Dwight, pegando uma van com vários alexandrinos e abandonando os salvadores.
Após dois anos, Eugene e Rosita têm um relacionamento tenso, trabalhando em muitos projetos em Alexandria, e agora são membros respeitados da comunidade. Acontece que Rosita está grávida de outro homem, mas Eugene jura criar o filho como se fosse seu. Após saber da morte Rosita e vários outros nas mãos de um novo grupo inimigo chamado Os Sussurradores, Eugene pede vingança pela morte de Rosita e seu bebê dizendo que eles deveriam utilizar a filha de Alpha, a líder dos bandidos. Os sobreviventes mais uma vez se envolvem em outra guerra, agora contra Alpha e seu grupo, e para ajudar, Eugene produz dezenas de balas o que lhe causa uma exaustão excessiva. Quando uma horda imensa de zumbis chega em Alexandria trazidas pelos Sussurradores, Eugene, Heath e Andrea promulgaram um plano para atrair muitos caminhantes para longe, o que inclui atraí-los para o mar. O plano funciona, mas alguns dos rebanhos ainda permanecem e ele com seu grupo acabaram sendo cercados. Andrea salva Eugene e dá tempo para escapar, mas Andrea acaba sendo mordida e eventualmente morta pela infecção, deixando Eugene triste e culpado.
Com o fim da guerra e seus inimigos derrotados, Eugene consegue se comunicar por rádio com uma sobrevivente chamada Stephanie. Após construírem um lanço de confiança, ambos dizem suas localizações. Eugene fala para Rick sua descoberta, e que Stephanie mora em uma comunidade em Ohio. Um grupo é formado para ir até Ohio, e Eugene viaja com eles onde eventualmente encontra Juanita Sanchez na estrada, e eles cautelosamente permitem que ela se junte ao grupo. Eles eventualmente são cercados por soldados da Commonwealth. Após a união entre Commonwealth, Alexandria e outras comunidades, Eugene teve a iniciativa de realizar um projeto no qual seria concertar trens ferroviários para melhor conexão entre as comunidades. Ele desenvolve um relacionamento com Stephanie e os dois passam a trabalhar juntos.
Vários anos após a morte de Rick por instigar uma revolta contra a governadora da Commonwealth, Eugene continuou trabalhando para as comunidades. Ele consertou uma ferrovia com sua equipe e perdeu Stephanie em algum momento devido a circunstâncias desconhecidas. No final da série em quadrinhos, Eugene tem sua saúde frágil e consegue fazer com que as ferrovias funcionem nas regiões leste e oeste para as comunidades.

### Série de TV

Eugene Porter como retratado na série de TV por Josh McDermitt.

Na série de televisão, Eugene (Josh McDermitt) nasceu em Dallas, Texas, e embora a sua profissão antes do apocalipse seja desconhecida, ele afirmou que trabalhava em um projeto do Genoma humano com outros nove cientistas, lidando com pesquisas sobre como combater doenças com outras doenças.

#### Quarta temporada
Eugene faz sua primeira aparição ao lado de seus companheiros de viagem Abraham (Michael Cudlitz) e Rosita (Christian Serratos). Eles encontram Glenn (Steven Yeun) e Tara (Alanna Masterson) no meio da estrada e pedem ajuda a eles. Eugene se diz ser um cientista que sabe o que causou a epidemia e sabe como acabar com a mesma. Ele aparentemente é um homem fraco, mas muito inteligente, e diz aos demais sobreviventes que necessita chegar até Washington D.C. para encontrar alguns outros cientistas que estão sendo protegidos pelo governo, para somente assim conseguir a cura para o apocalipse. Glenn tem como objetivo principal encontrar sua esposa Maggie (Lauren Cohan), que se perdeu dele na batalha pela prisão, o que causa uma briga entre ele e Abraham. Durante a discussão, vários zumbis se aproximam. Eugene pega uma arma e dispara contra eles, porém acerta o tanque de gasolina do caminhão em que estavam viajando, deixando todos a pé. Eugene e os demais seguem Glenn atrás de sua esposa, e ao longo do caminho encontram ela e outros dois sobreviventes, Sasha (Sonequa Martin-Green) e Bob (Lawrence Gilliard Jr.). Eugene e os outros encontram algumas placas dizendo ter um lugar seguro denominado "Terminus", e decidem ir até lá pra conseguir suprimentos e buscar mais ajuda pra chega a Washington. Chegando em Terminus, eles descobrem que o local é uma armadilha e seus habitantes são canibais. Eugene e seu grupo são trancados dentro de um vagão de trem junto a Rick (Andrew Lincoln), Carl (Chandler Riggs), Daryl (Norman Reedus) e Michonne (Danai Gurira).

#### Quinta temporada
Dentro do vagão, Eugene conversa com os demais e conta a eles sua missão, mas entra em uma discussão com Sasha ao dizer que não pode revelar nenhuma informação a ninguém. O grupo é salvo por Carol (Melissa McBride), que destrói a comunidade e mata vários dos seus sobreviventes. Do lado de fora, Eugene e os outros se juntam a Carol, Tyreese (Chad Coleman) e Judith. Na floresta eles ouvem um grito de socorro e encontram o padre Gabriel Stokes (Seth Gilliam), que os leva até sua igreja. Abraham e Eugene contam novamente a todos sua missão, e todos resolvem ir com eles, porém três sobreviventes somem naquela noite, e o grupo permanece ali mais alguns dias. Eles descobrem que estão sendo observados pelos sobreviventes que restaram de Terminus e numa discussão eles decidem que depois de matar os sobreviventes de Terminus, Eugene, Abraham, Rosita, Glenn, Maggie e Tara vão até Washington no ônibus da igreja. O grupo embosca os canibais e mata todos. Eugene e o pequeno grupo vão pra Washington, mas no meio do caminho o caminhão capota. Eugene salva a vida de Tara quando puxa um zumbi que ia atacá-la, e revela à mesma que sabotou a viagem para atrasar a chegada deles no local. Quando o grupo se depara com uma roda de zumbis, Abraham quer abrir caminho entre eles e os demais querem dar a volta começa assim uma discussão, para acabar com a briga, Eugene revela a todos que ele é não é cientista e mentiu para que eles o protegessem. Abraham dá um soco no rosto de Eugene e o mesmo desmaia por algumas horas.  Todos retornam à igreja e descobrem que os demais foram atrás de Beth Greene (Emily Kinney) que está presa em um hospital em Atlanta. Eles seguem viagem até lá e descobrem que a irmã de Maggie foi morta.
Algum tempo depois, após a morte de Tyreese o grupo é convidado a se juntar à comunidade da Zona Segura de Alexandria, um desenvolvimento suburbano protegido por fortes muros. Eugene ajuda na manutenção da comunidade e vai com Glenn, Noah, Tara, Aiden e Nicholas buscar suprimentos eletrônicos em um depósito próximo. Os inexperientes alexandrinos Aiden e Nicholas criam mais problemas, levando Tara a se ferir. Enquanto Glenn e Noah tentam encobri-los, Eugene ajuda a resgatar Tara para sua van, e luta com Nicholas, que quer tentar se livrar dos outros e fugir de volta para Alexandria com a van. Glenn chega para parar Nicholas a tempo. De volta a Alexandria, enquanto cuidava de Tara enquanto ela se curava, Eugene e Abraham pedem desculpas um ao outro, e Eugene agradece a Abraham por levá-los para Alexandria.

#### Sexta temporada
Ao passar dos dias, Eugene está na despensa recolhendo comida para si mesmo quando ouve um Alexandriano, Carter, tentando convencer alguns outros residentes, a ajudar a matar Rick e recuperar Alexandria, pois ele acredita que eles estão se tornando perigosos e com fome de poder. Eugene deixa cair uma jarra de vidro que alerta Carter de sua presença. Carter apontar sua arma para Eugene e este último afirma que não ouviu nada. Ele quase é morto por Carter, mas é salvo quando Rick, Michonne e o recém-chegado Morgan Jones (Lennie James) os abordam e desarmam Carter. Mais tarde, Eugene conhece a Dra. Denise Cloyd (Merritt Wever), que é a nova médica após a morte de Pete. Ele chega auxiliar Denise a tentar salvar uma moradora que foi ferida durante o ataque da gangue Os Lobos. Dias depois, Eugene é visto na aula de Rosita sobre como usar um facão, mas parece muito distraído com o barulho dos zumbis do lado de fora. Ele admite que tem medo de morrer, mas Rosita diz a ele que morrer é fácil e que ver amigos morrerem é muito mais difícil de suportar. Quando a torre de vigia caí sob os muros e vários zumbis invadem Alexandria, Eugene é resgatado por Tara e Rosita do rebanho, segundos após ouvir Daryl no rádio e soltar um grito de socorro. Os três buscam refúgio e ficam presos em uma garagem próxima. Mais tarde, Eugene usa suas habilidades de arrombamento para escapar da sala. Eles tropeçam na mesma sala onde Owen está mantendo Denise em cativeiro, com Carol e Morgan inconscientes no chão. Ele os força a entregar suas armas e Eugene observa enquanto Owen sai de casa, levando Denise com ele. Para por um fim no grande rebanho, Eugene ajuda os alexandrinos a matar os zumbis, mostrando seus crescentes atos de bravura.
Mais tarde, Eugene se considera um sobrevivente forte agora. Ele sai numa expedição com Abraham e fica furioso depois que Abraham não permite que ele mate um zumboi e diz a Abraham que ele não precisa mais de sua proteção e que já não é mais útil para ele. Depois que Denise é morta por Dwight (Austin Amelio), é revelado que ele e seus homens capturaram Eugene. Dwight exige que ele, Daryl e Rosita os levem de volta para Alexandria e se eles não obedecerem, ele os matará. Eugene avista Abraham escondido atrás de barris de petróleo próximos e insiste que eles deveriam matá-lo primeiro. Dwight ordena que um de seus homens investigue e, enquanto está distraído, Eugene se vira e morde a virilha de Dwight. Abraham usa a distração para atirar em dois Salvadores, e Daryl e Rosita conseguem recuperar suas armas. Dwight consegue se livrar de Eugene, que é atingido durante o tiroteio. Enquanto Dwight e os Salvadores restantes fogem, Abraham, Rosita e Daryl carregam Eugene de volta para Alexandria. Abraham se reconcilia com Eugene em casa. No final da temporada, Eugene acompanha um pequeno grupo para levar Maggie doente para Colônia Hilltop. Os Salvadores prendem o grupo e Negan (Jeffrey Dean Morgan) mata um deles.

#### Sétima temporada
Eugene e os outros são forçados a testemunhar Negan matar Abraham e depois Glenn antes de serem liberados, e depois, Negan diz para os sobreviventes que ele e os Salvadores irão para Alexandria pegar uma parte de seus suprimentos. Eugene pega os corpos de Abraham com Sasha e Rosita, depois que Negan e os Salvadores partem. Dias depois, Eugene está de plantão nos muros quando vê Tara se aproximando de Alexandria, ele a encontra no portão e começa a chorar, chateado por Tara descobrir que Denise, Glenn e Abraham foram mortos pelos Salvadores. Depois que Rosita repreende Eugene por ser um covarde, Eugene descobre uma metalúrgica próxima e constrói uma única bala, que ele dá a ela para matar Negan. Quando Negan e os Salvadores chegam em Alexandria e começam a pegar suprimentos, incluindo munição, Negan mata Spencer Monroe (Austin Nichols) por ele instigar um golpe contra Rick. Com raiva, Rosita atira a bala de Eugene em Negan, mas apenas acertando seu bastão. Negan se prepara para que os Salvadores matem Rosita, mas Eugene dá um passo à frente e assume a responsabilidade por fazer a bala. Vendo o potencial de suas habilidades, Negan leva Eugene com os Salvadores para sua base.
No Santuário, a base dos Salvadores, Eugene afirma ser um cientista e dá conselhos sobre como lidar com os zumbis de Negan. Negan gosta de Eugene por isso, bem como da disposição de Eugene em se submeter a ele, e o torna um de seus tenentes, dando-lhe conforto e benefícios adicionais. Mais tarde, Sasha e Rosita chegam secretamente para tentar matar Negan e resgatar Eugene, mas Eugene se recusa a ir embora e, como resultado, Sasha é capturada. Eugene visita Sasha em cativeiro para tentar convencê-la a se juntar a Negan, mas Sasha se recusa categoricamente e insiste que Eugene traga uma arma para ela usar contra Negan. Ele volta mais tarde e secretamente desliza para ela uma cápsula de veneno. Sabendo que Negan planeja trazer Sasha para Alexandria em um caixão para matá-la na frente do grupo de Rick como vingança pela morte de um de seus homens, Eugene encontra um tocador de música para dar a Sasha durante a viagem. Em Alexandria, quando Negan vai abrir o caixão, Sasha reanimada como zumbi o ataca; Eugene percebe que Sasha usou a pílula de veneno para cometer suicídio para que ela pudesse atacar Negan. A surpresa causa o caos que eventualmente permite que os alexandrinos com as outras comunidades evitem o ataque dos Salvadores. Negan, Eugene e os outros Salvadores se retiram. De volta ao Santuário, Eugene afirma não ter ideia de como Sasha morreu na viagem.

#### Oitava temporada
Eugene se torna um dos tenentes de Negan, e quando uma tropa de soldados liderados por Rick, Maggie e Ezekiel (Khary Payton) chega no Santuário, Rick ignora Eugene. Mais tarde, Eugene e os outros ficam trancados no Santuário quando um grande rebanho de zumbis invadem o pátio do local.
Eugene atua como parte do conselho tentando decidir como lidar com o cerco. Eugene discorda dos planos amorais de Simon para escapar, apoiados por Dwight. Como resultado, Eugene agradece a Dwight por sua ajuda em particular. Eugene mais tarde percebe que Dwight é o traidor do Santuário ajudando o grupo de Rick. Depois que Gabriel é levado como prisioneiro, Eugene tenta levar comida para ele e descobre que Gabriel está mortalmente doente. Gabriel pede a ajuda de Eugene para resgatar o Doutor Harlan Carson do Santuário para que o Doutor Carson possa ajudar Maggie em sua gravidez. Mais tarde, Eugene confronta Dwight sobre sua traição. Embora Dwight admita, ele insiste que tudo que Eugene precisa fazer é deixar as coisas acontecerem, pois Rick só deseja a morte de Negan e está tentando forçar todos os outros a se renderem. Eugene mostra ter lealdades conflitantes, bebendo muito e contemplando o pedido de Gabriel gravemente doente para ajudar a resgatar o Dr. Carson. Eugene finalmente surge com um plano para atrair os zumbis usando o tocador de música que ele deu a Sasha, mas o plano é frustrado por Dwight. Pouco depois, Daryl e Tara colidem com um caminhão de lixo numa parede do Santuário, fazendo o lugar ficar cheio de zumbis. Ele apresenta um plano para derrotar o rebanho para Negan, mas não chega a expor a traição de Dwight.
Eugene encontrou uma maneira de limpar o Santuário dos zumbis, permitindo assim que os Salvadores retaliassem contra Alexandria, Hilltop e o Reino. Eugene continua a lutar com sua consciência, resultando em Eugene bebendo muito e não dormindo. Finalmente, ele decide ajudar Gabriel e o Doutor Carson a escapar, apesar da probabilidade de que isso resulte na morte de Gabriel devido à sua condição. Eugene discretamente desativa um dos guardas do portão e deixa um veículo para Gabriel e o Doutor Carson usarem, no qual ele "acidentalmente" deixa cair as chaves antes de deixar os dois. Embora Gabriel solicite que Eugene volte com eles, onde será bem-vindo de volta, Eugene se recusa. Mais tarde, ele é questionado por Negan, desapontado que os esforços de Eugene não solucionaram completamente os problemas em questão e que seus dois prisioneiros escaparam de alguma forma sem serem detectados, sem saber que Eugene era o responsável. Nervoso, Eugene pergunta sobre os eventos que ocorreram em Alexandria, Negan questiona sua investigação, perguntando se ele se importa apesar das ações de Alexandria contra ele desde sua deserção, questionando a lealdade de Eugene e enviando-o para seu próprio posto avançado em uma fábrica de balas para criar munição para a guerra. Na fabrica de balas, Eugene é capturado por Rosita e Daryl e quando de repente aparece uma horda de zumbis na estrada, que mantém Daryl ocupado eliminando-os, Eugene consegue escapar vomitando em Rosita. No dia do confronto final, Eugene é visto com os Salvadores em um campo aberto e tudo parecia estar a favor de Negan, quando de repente uma explosão misteriosa nas armas dos Salvadores faz com que a milícia de Rick tome a frente e Negan é derrotado. A explosão então foi causada graças a Eugene, que fez com que os Salvadores produzisem balas defeituosas. Os dois grupos rivais conseguem fazer as pazes e mais tarde ele vai ao Santuário para ajudar os moradores a consertar o local, a fim de deixar o passado para trás e criar um futuro de paz para todos.

## Desenvolvimento e recepção

### Escolha para o elenco
O personagem de Eugene foi anunciado em um casting para o Episódio 10, em julho, sob o codinome "Wayne Kasey".  O nome verdadeiro do personagem e o ator que faria o papel (McDermitt) foram confirmados durante o painel do programa na New York Comic Con de 2013. The Hollywood Reporter e outros meios de comunicação publicaram a confirmação posteriormente.

### Resposta da critica
Escrevendo para IGN, Dan Phillips elogiou a introdução de Eugene na Edição #53.
Noel Murray, da Rolling Stone, classificou Eugene Porter em 12º lugar em uma lista dos 30 melhores personagens de Walking Dead, dizendo: "Desde que admitiu que não pode curar os zumbis, o ex-professor de ciências do ensino médio tornou-se determinado a ganhar a lealdade dos outros de verdade, e seus passos provisórios em direção à confiança e coragem têm sido inspiradores de assistir. Além disso, qualquer ator que consiga fazer bem como Josh McDermitt está ok em nosso livro".